# فیبرین
فیبرین رشته‌هایی پروتئینی هستند که هنگام انعقاد خون در بدن از فیبرینوژن ایجاد می‌شوند و با ایجاد شبکه تورمانند نقش مهمی در تشکیل لخته خون دارند. آنزیم ترومبین فعال شده در پلاسما موجب پلیمریزاسیون مولکول‌های فیبرینوژن و تبدیل آن‌ها به رشته‌های فیبرین ظرف ۱۰ تا ۱۵ ثانیه می‌شود

آبشار انعقادی